# يوسوفا مبينغي
يوسوفا مبينغي (بالفرنسية: Youssoupha Mbengue) لاعب كرة قدم سنغالي، ولد في (15 فبراير 1991) .
لعب سابقاً مع البنزرتي التونسي ونادي الوكرة ونادي الكوكب.

## روابط خارجية
- يوسوفا مبينغي على موقع قاعدة بيانات كرة القدم.إي يو (الإنجليزية)